# بوينغ 777 أكس
بوينغ 777 أكس هي النسخة المستقبلية في عائلة البوينغ 777، و ستضم نوعين وهما بوينغ 777-8 أكس والبوينغ 777-9 أكس، وستكون منافسة لطائرة الإيرباص إيه 350، و قد صرحت بوينغ أن الطائرة ستكون الأكبر والأكثر فاعلية ضمن فئة الطائرات ثنائية المحركات، و ستضم الطائرة محركات جديدة وأجنحة جديدة وتكنولوجيا مثل طائرة بوينغ 787.

## طلبيات
| تاريخ الطلبية | العميل                    | -8 | -9  | المجموع |
| ------------- | ------------------------- | -- | --- | ------- |
| Nov 17, 2013  | لوفتهانزا                 |    | 20  | 20      |
| Nov 17, 2013  | الاتحاد للطيران           | 8  | 17  | 25      |
| Dec 20, 2013  | كاثي باسيفيك              |    | 21  | 21      |
| Jul 8, 2014   | طيران الإمارات            | 35 | 115 | 150     |
| Jul 16, 2014  | الخطوط الجوية القطرية     | 10 | 50  | 60      |
| Jul 31, 2014  | خطوط كل اليابان الجوية    |    | 20  | 20      |
| Jun 4, 2015   | الخطوط الجوية البرطانية   |    | 10  | 10      |
| Jun 23, 2017  | الخطوط الجوية السنغافورية |    | 20  | 20      |
| الأجمالي      | الأجمالي                  | 53 | 273 | 326     |

## مواصفات
| نموذج                                                                  | 777-8X                                                            | 777-9X                                                            |
| ---------------------------------------------------------------------- | ----------------------------------------------------------------- | ----------------------------------------------------------------- |
| طاقم قمرة القيادة                                                      | اثنان                                                             | اثنان                                                             |
| السعة المقعدية, (نموذجي)                                               | 350 (3-درجات) 350-375 (2-درجة)                                    | 406 (3-درجات) 400-425 (2-درجة)                                    |
| طول                                                                    | 228 قدم 2 بوصة (69.5 م)                                           | 251 قدم 9 بوصة (76.7 م)                                           |
| باع الجناح                                                             | غير مطوية: 235 قدم 6 بوصة (71.8 م) مطوية: 212 قدم 8 بوصة (64.8 م) | غير مطوية: 235 قدم 6 بوصة (71.8 م) مطوية: 212 قدم 8 بوصة (64.8 م) |
| زاوية تراجع الجناح (Wing sweepback)                                    | "سيتم إعلانها لاحقا"                                              | "سيتم إعلانها لاحقا"                                              |
| ارتفاع الذيل                                                           | 64 قدم 6 بوصة (19.7 م)                                            | 64 قدم 6 بوصة (19.7 م)                                            |
| عرض المقصورة                                                           | 19 قدم 7 بوصة (5.97 م)                                            | 19 قدم 7 بوصة (5.97 م)                                            |
| عرض المقعد                                                             | 18 بوصة (45.7 سـم) 10 مقاعد جنبا إلى جنب للدرجة الأقتصادية        | 18 بوصة (45.7 سـم) 10 مقاعد جنبا إلى جنب للدرجة الأقتصادية        |
| عرض جسم الطائرة                                                        | 20 قدم 4 بوصة (6.20 م)                                            | 20 قدم 4 بوصة (6.20 م)                                            |
| سعة الشحن القصوى                                                       | 40× LD3                                                           | 48× LD3                                                           |
| الوزن الأقصى فارغة                                                     | "سيتم إعلانها لاحقا"                                              | 362,000 رطل (164,202 كغ)                                          |
| وزن التشغيل فارغة                                                      | "سيتم إعلانها لاحقا"                                              | 415,000 رطل (188,241 كغ)                                          |
| الوزن الأقصى بدون وقود (ZFW)                                           | "سيتم إعلانها لاحقا"                                              | 527,000 رطل (239,043 كغ)                                          |
| وزن الهبوط الأقصى                                                      | "سيتم إعلانها لاحقا"                                              | 557,000 رطل (252,651 كغ)                                          |
| وزن الإقلاع الأقصى                                                     | 775,000 رطل (351,500 كغ)                                          | 775,000 رطل (351,500 كغ)                                          |
| سرعة العبور القصوى، نموذجي                                             | "سيتم إعلانها لاحقا"                                              | "سيتم إعلانها لاحقا"                                              |
| السرعة القصوى                                                          | "سيتم إعلانها لاحقا"                                              | "سيتم إعلانها لاحقا"                                              |
| أقصى مدى                                                               | 8,700 ميل بحري (16,112 km, 10,012 mi)                             | 7,600 ميل بحري (14,075 km, 8,746 mi)                              |
| المسافة اللازمة للإقلاع مع الوزن الأقصى ( MTOW) (مستوى سطح البحر، ISA) | "سيتم إعلانها لاحقا"                                              | "سيتم إعلانها لاحقا"                                              |
| سعة خزانات الوقود القصوى                                               | "سيتم إعلانها لاحقا"                                              | "سيتم إعلانها لاحقا"                                              |
| سقف الخدمة                                                             | 43,100 ft (13,140 m)                                              | 43,100 ft (13,140 m)                                              |
| محرك (×2)                                                              | جنرال إلكتريك جي إي 90                                            | جنرال إلكتريك جي إي 90                                            |
| قوة دفع (×2)                                                           | 105,000 lbf (470 kN)                                              | 105,000 lbf (470 kN)                                              |

ملاحظات: هذه بيانات أولية لطائرة 777X.